# Johannes Hedwig
Johann Hedwig, Johannes Hedwig of Joannis Hedwig (Kronstadt, Transsylvanië, 8 december 1730 – Leipzig, 18 februari 1799) was een Duits botanicus en medicus en grondlegger van het onderzoek aan mossen; hij wordt dan ook wel de "Vader van de bryologie" genoemd.

## Leven
Hedwig studeerde medicijnen aan de Universiteit van Leipzig. Hij begon met de studie van botanie toen de stad Kronstadt weigerde hem een vergunning te geven om de geneeskunde uit te oefenen. Hij kwam terug in Leipzig in 1781, waar hij hoogleraar werd in de geneeskunde en drie jaar later in de plantkunde.

Johann Hedwig en vernoemingen
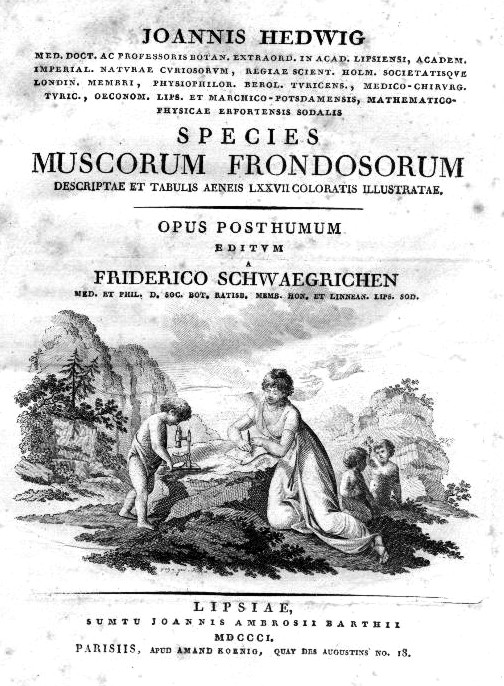
Species Muscorum Frondosorum opus posthumum
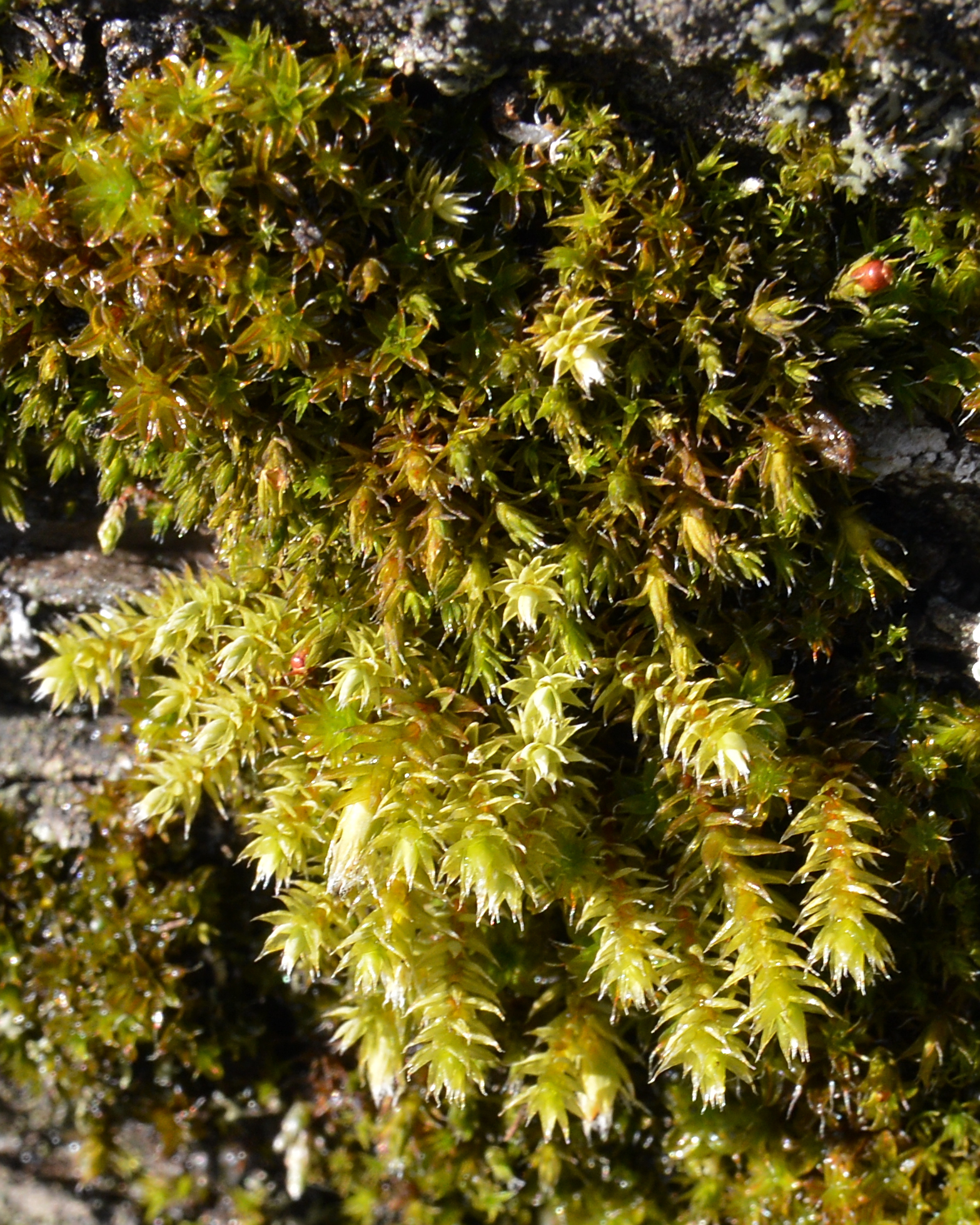
Recht granietmos, Hedwigia ciliata
Hedwigia, tijdschrift gewijd aan cryptogamen

Hedwig begon onderzoek aan de bladmossen en schreef Fundamentum Historiae Naturalis Muscorum Frondosorum (1782-83), 2 delen, waarin hij de anatomie van de bladmossen en de geslachtelijke voortplanting behandelde. Ook nam hij de kieming van sporen en het ontstaan van protonemata waar. Hedwig was de eerste die de reproductieve organen van mossen, antheridia en archegonia onderkende. Hij introduceerde een nieuwe indeling, die gebaseerd was op de plaats van de sporenkapsels.
Hedwig is tot zijn dood bezig geweest met zijn belangrijkste, in 1801 door C.F. Schwaegrichen postuum gepubliceerde bijdrage aan de bryologie Species muscorum frondosorum: descriptae et tabulis aeneis lxxvii coloratis illustratae (1801), dat later de basis zou vormen voor de nomenclatuur van de bladmossen (uitgezonderd de veenmossen). 
Naar Hedwig zijn zowel het geslacht Hedwigia als het tijdschrift Hedwigia, later Nova Hedwigia genoemd.
- Bibsys: 2032527
- Bibliothèque nationale de France: cb15895836h (data)
- Author citation (botany): Hedw.
- Catàleg d'autoritats de noms i títols de Catalunya: 981058528904206706
- CiNii: DA10960247
- Stuttgart Database of Scientific Illustrators 1450–1950: 4111
- Gemeinsame Normdatei: 130652865
- International Standard Name Identifier: 0000 0001 2102 0543
- Library of Congress Control Number: no93000784
- Nationale Bibliotheek van Tsjechië: mub2016935271
- Nationale Bibliotheek van Israël: 987007326892305171
- Nederlandse Thesaurus van Auteursnamen: 070143307
- Réseau des bibliothèques de Suisse occidentale: 02-A024828784
- Istituto Centrale per il Catalogo Unico: UBOV372228
- LIBRIS: 221105
- Système universitaire de documentation: 073697478
- Museum of New Zealand Te Papa Tongarewa: 49748
- Virtual International Authority File: 67580194
- WorldCat: E39PBJvmFHpCXG4FvrvJjpp9Dq